# تشن هو
تشن هو (بالصينية: 陈虎) هو باحث وطبيب صيني، ولد في 17 فبراير 1962 في تشونغتشينغ في الصين، وتوفي في 24 يوليو 2019.